# Dendrophyllia ramea
Dendrophyllia ramea is een rifkoralensoort uit de familie Dendrophylliidae. De wetenschappelijke naam werd in 1758 gepubliceerd door Carl Linnaeus in de tiende editie van Systema naturae.